# 太原張氏
太原張氏（태원장씨）是朝鮮民族張姓的一個本貫，始祖为朝鲜明宗21年时文科及第的張福謹（曾任居昌縣監，宗廟令）之子張文翰（장문한）。
太原張氏和同樣來源于中國的隴西張氏，但是并无详细资料表明他们何时来到韓國。